# Sainte-Agathe (Puy-de-Dôme)
Pour les articles homonymes, voir Sainte-Agathe.
Sainte-Agathe est une commune française, située au cœur du parc naturel régional Livradois-Forez dans le département du Puy-de-Dôme  en région Auvergne-Rhône-Alpes.

## Géographie

### Localisation
Saint-Agathe se trouve à 12 kilomètres au sud-est de Thiers et à 54 kilomètres de Clermont-Ferrand.

#### Lieux-dits et écarts
- Bonnabaud
- l'Obarige
- Raynaud
- Mas Thermilhat
- la Bonnetias
- le Pommier
- le Suchel
- Drulhe
- la Vacherie
- la Chassagne

#### Communes limitrophes
Ses communes limitrophes sont : Celles-sur-Durolle, Escoutoux, Viscomtat, Vollore-Montagne et Vollore-Ville.

### Climat
Pour des articles plus généraux, voir Climat d'Auvergne-Rhône-Alpes et Climat du Puy-de-Dôme.
En 2010, le climat de la commune est de type climat des marges montargnardes, selon une étude du Centre national de la recherche scientifique s'appuyant sur une série de données couvrant la période 1971-2000. En 2020, Météo-France publie une typologie des climats de la France métropolitaine dans laquelle la commune est exposée à un climat de montagne ou de marges de montagne et est dans la région climatique  Nord-est du Massif Central, caractérisée par une pluviométrie annuelle de 800 à 1 200 mm, bien répartie dans l’année. 
Pour la période 1971-2000, la température annuelle moyenne est de 9,8 °C, avec une amplitude thermique annuelle de 15,8 °C. Le cumul annuel moyen de précipitations est de 1 054 mm, avec 11,7 jours de précipitations en janvier et 8,4 jours en juillet. Pour la période 1991-2020, la température moyenne annuelle observée sur la station météorologique de Météo-France la plus proche, « Courpière », sur la commune de Courpière à 9 km à vol d'oiseau, est de 11,8 °C et le cumul annuel moyen de précipitations est de 876,9 mm,. Pour l'avenir, les paramètres climatiques de la commune estimés pour 2050 selon différents scénarios d'émission de gaz à effet de serre sont consultables sur un site dédié publié par Météo-France en novembre 2022.

## Urbanisme

### Typologie
Au 1er janvier 2024, Sainte-Agathe est catégorisée commune rurale à habitat très dispersé, selon la nouvelle grille communale de densité à sept niveaux définie par l'Insee en 2022.
Elle est située hors unité urbaine et hors attraction des villes,.

### Occupation des sols
L'occupation des sols de la commune, telle qu'elle ressort de la base de données européenne d’occupation biophysique des sols Corine Land Cover (CLC), est marquée par l'importance des forêts et milieux semi-naturels (69 % en 2018), une proportion identique à celle de 1990 (69 %). La répartition détaillée en 2018 est la suivante : 
forêts (69 %), prairies (30,8 %), zones agricoles hétérogènes (0,2 %). L'évolution de l’occupation des sols de la commune et de ses infrastructures peut être observée sur les différentes représentations cartographiques du territoire : la carte de Cassini (XVIIIe siècle), la carte d'état-major (1820-1866) et les cartes ou photos aériennes de l'IGN pour la période actuelle (1950 à aujourd'hui).

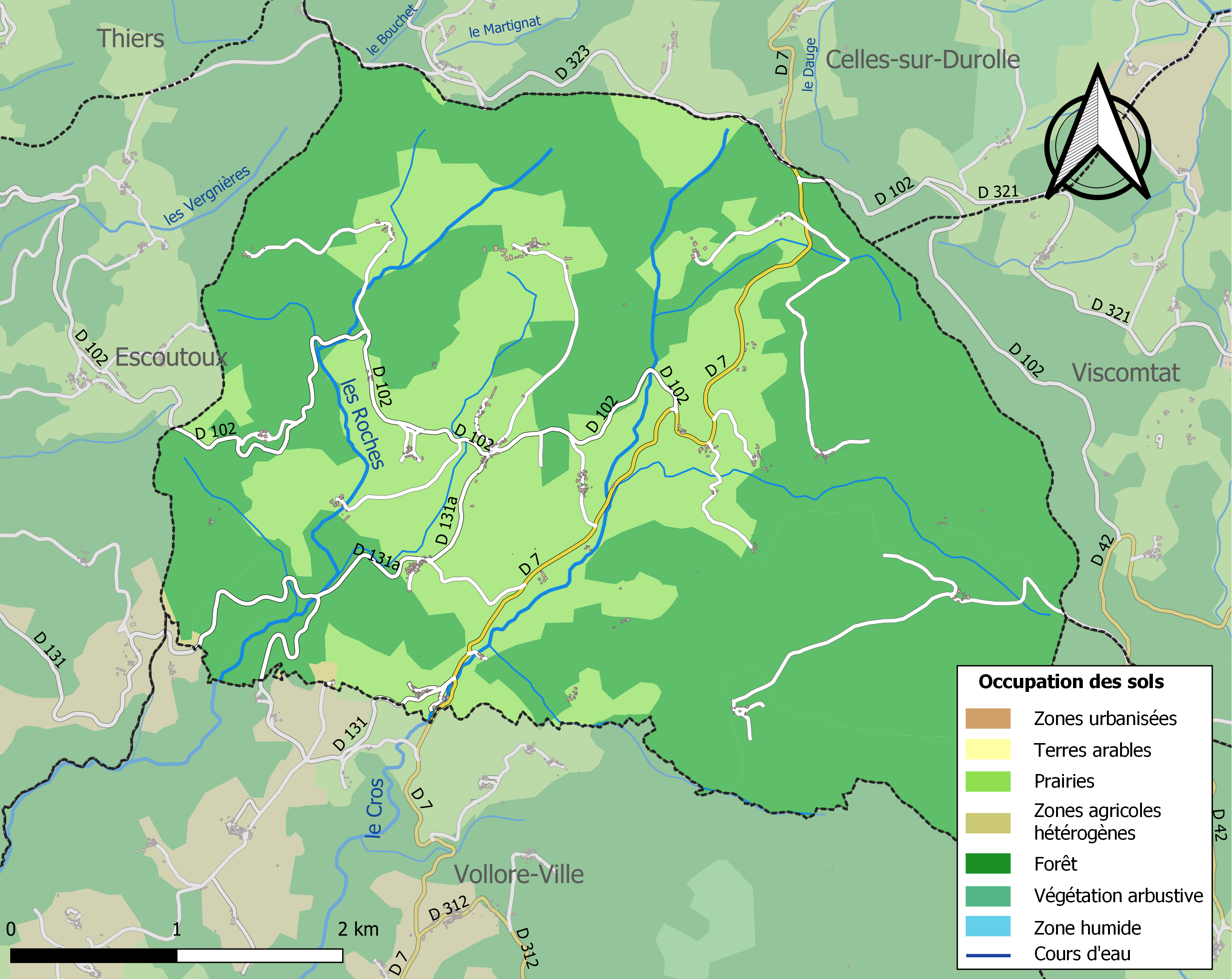
Carte des infrastructures et de l'occupation des sols de la commune en 2018 (CLC).

## Histoire
La commune de Sainte-Agathe est devenue indépendante en 1869. Auparavant, elle était rattachée à Vollore-Ville. L'église Saint-Pierre est située en hauteur et domine le bourg.
Des habitants de la commune de 1995 à 2001, détiennent un journal contestataire nommé le Groin de Chignore.

## Politique et administration

### Découpage territorial
La commune de Sainte-Agathe est membre de la communauté de communes Thiers Dore et Montagne, un établissement public de coopération intercommunale (EPCI) à fiscalité propre créé le 1er janvier 2017 dont le siège est à Thiers. Ce dernier est par ailleurs membre d'autres groupements intercommunaux. Jusqu'en 2016, elle faisait partie de la communauté de communes de la Montagne Thiernoise.
Sur le plan administratif, elle est rattachée à l'arrondissement de Thiers, à la circonscription administrative de l'État du Puy-de-Dôme et à la région Auvergne-Rhône-Alpes. Jusqu'en mars 2015, elle faisait partie du canton de Courpière.
Sur le plan électoral, elle dépend du canton de Thiers pour l'élection des conseillers départementaux, depuis le redécoupage cantonal de 2014 entré en vigueur en 2015, et de la cinquième circonscription du Puy-de-Dôme pour les élections législatives, depuis le dernier découpage électoral de 2010.

### Élections municipales et communautaires

#### Élections de 2020
Le conseil municipal de Sainte-Agathe, commune de moins de 1 000 habitants, est élu au scrutin majoritaire plurinominal à deux tours avec candidatures isolées ou groupées et possibilité de panachage. Compte tenu de la population communale, le nombre de sièges à pourvoir lors des élections municipales de 2020 est de 11. La totalité des candidats en lice a été élue dès le premier tour, le 15 mars 2020, avec un taux de participation de 68,85 %.

#### Chronologie des maires
| Période                                  | Période                        | Identité                              | Étiquette      | Qualité                                                     |
| ---------------------------------------- | ------------------------------ | ------------------------------------- | -------------- | ----------------------------------------------------------- |
| Les données manquantes sont à compléter. |                                |                                       |                |                                                             |
| 1904                                     | 1920                           | Barthélemy Dumas de Vaulx (1870-1920) | liste libérale |                                                             |
| 1920                                     |                                | Provenchères-Pegheon                  | liste libérale |                                                             |
|                                          |                                |                                       |                |                                                             |
| 1930                                     |                                | Gérard Dumas de Vaulx                 |                |                                                             |
|                                          |                                |                                       |                |                                                             |
| avant 1951                               | ?                              | Jules François                        | CNIP           | Médecin, chef de service à l'Hôtel-Dieu de Clermont-Ferrand |
|                                          |                                |                                       |                |                                                             |
| 2001                                     | 2014                           | Régine Dumas                          |                |                                                             |
| 2014 (réélu en 2020)                     | En cours (au 2 septembre 2020) | Daniel Balisoni,                      | DVG            | Retraité                                                    |

## Population et société

### Démographie
L'évolution du nombre d'habitants est connue à travers les recensements de la population effectués dans la commune depuis 1876. Pour les communes de moins de 10 000 habitants, une enquête de recensement portant sur toute la population est réalisée tous les cinq ans, les populations de référence des années intermédiaires étant quant à elles estimées par interpolation ou extrapolation. Pour la commune, le premier recensement exhaustif entrant dans le cadre du nouveau dispositif a été réalisé en 2007.

En 2022, la commune comptait 171 habitants, en évolution de −10 % par rapport à 2016 (Puy-de-Dôme : +2,1 %, France hors Mayotte : +2,11 %).
| 1876 | 1881 | 1886 | 1891 | 1896 | 1901 | 1906 | 1911 | 1921 |
| ---- | ---- | ---- | ---- | ---- | ---- | ---- | ---- | ---- |
| 912  | 915  | 875  | 794  | 785  | 776  | 764  | 728  | 632  |

| 1926 | 1931 | 1936 | 1946 | 1954 | 1962 | 1968 | 1975 | 1982 |
| ---- | ---- | ---- | ---- | ---- | ---- | ---- | ---- | ---- |
| 555  | 550  | 487  | 412  | 336  | 325  | 312  | 247  | 231  |

| 1990 | 1999 | 2006 | 2007 | 2012 | 2017 | 2022 | - | - |
| ---- | ---- | ---- | ---- | ---- | ---- | ---- | - | - |
| 229  | 207  | 196  | 194  | 204  | 180  | 171  | - | - |

### Sports et loisirs
- Auberge « Le Roc Blanc » inaugurée en 2016[26].

## Culture locale et patrimoine

### Lieux et monuments

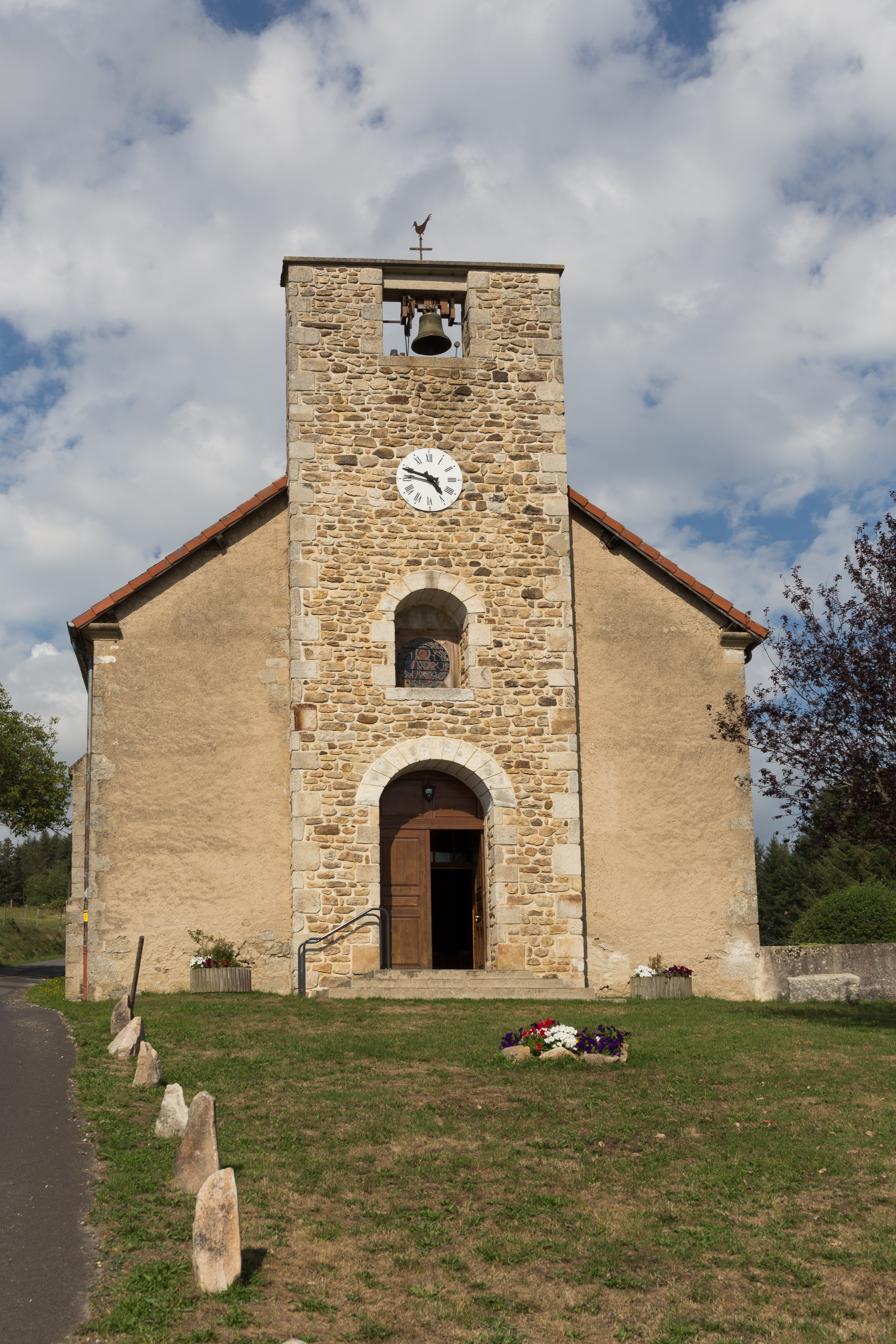
L'église Sainte-Agathe.
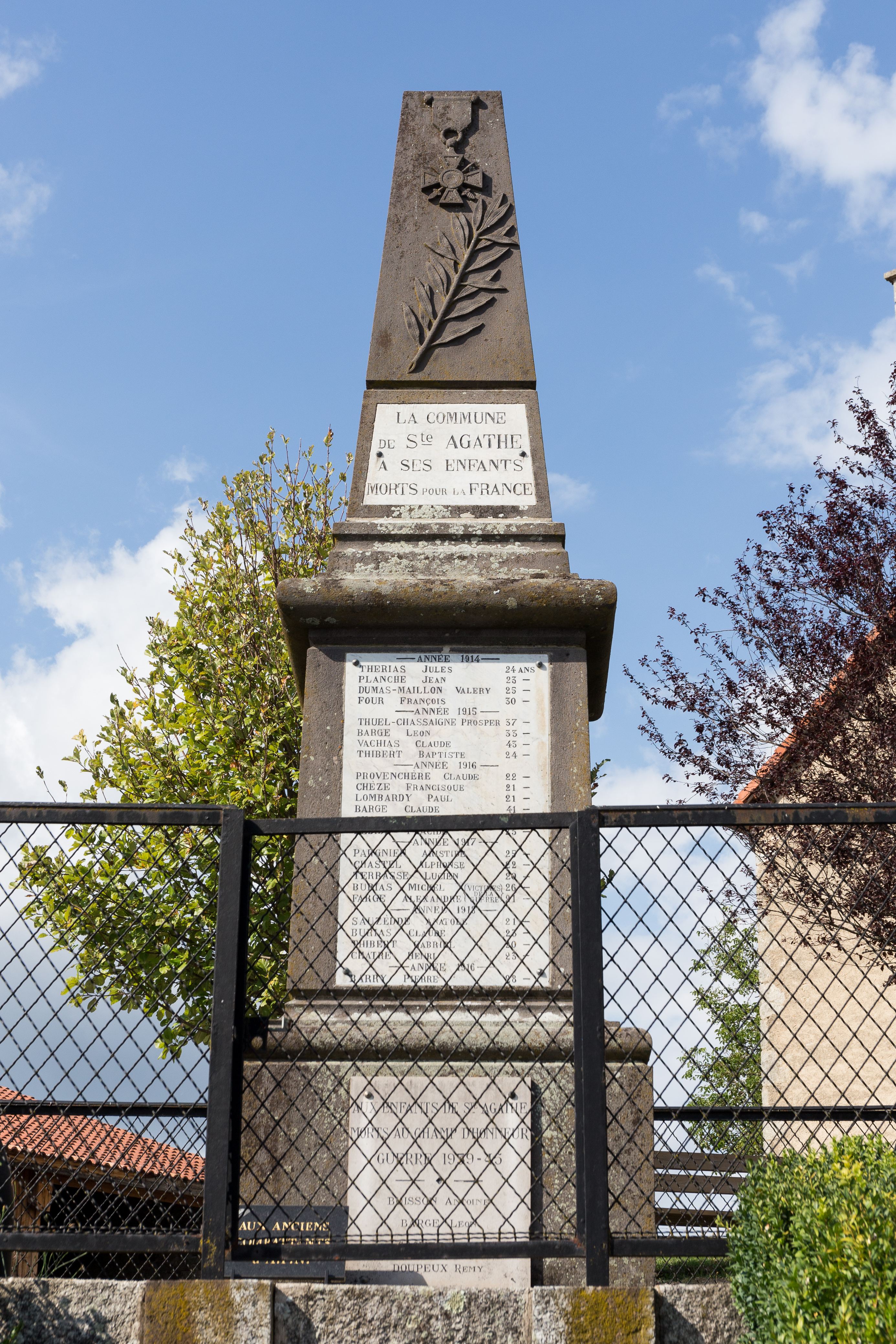
Le monument aux morts.

- Le château de Vaulx, parc et arboretum, bâti au XIIe siècle.
- L'église Saint-Pierre.

### Personnalités liées à la commune
Mgr Pierre Bourgade. Pierre Bourgade est né en 1845 à la Bonnetias (dépendant alors de Vollore-Ville). Ordonné diacre en 1868, il part pour les Etats-Unis l'année suivante. Il devient archevêque de Santa-Fé (Nouveau Mexique) en 1899. Il meurt à Chicago en 1908.

## Divers
- La commune de Sainte-Agathe est adhérente du parc naturel régional Livradois-Forez.
- Inauguration de la fibre optique le 23 octobre 2015 à 10 h 30 sur la place de l'Église.